# Strangalia panama
Strangalia panama es una especie de escarabajo longicornio del género Strangalia, categorizada en la tribu Lepturini, de la subfamilia Lepturinae. Fue descrita por Di Iorio en 2002.

## Descripción
Mide 12-17 mm de longitud.

## Distribución
Se distribuye por Panamá.